# 怪面雕飾
怪面雕飾或怪面首（義大利語：mascherone）是學院派建築和新藝術建築風格中常見的雕飾，呈現可怕的人臉或神話中的奇禽異獸，最初是為了驅趕惡靈，以防他們進入建築物。

## 圖集

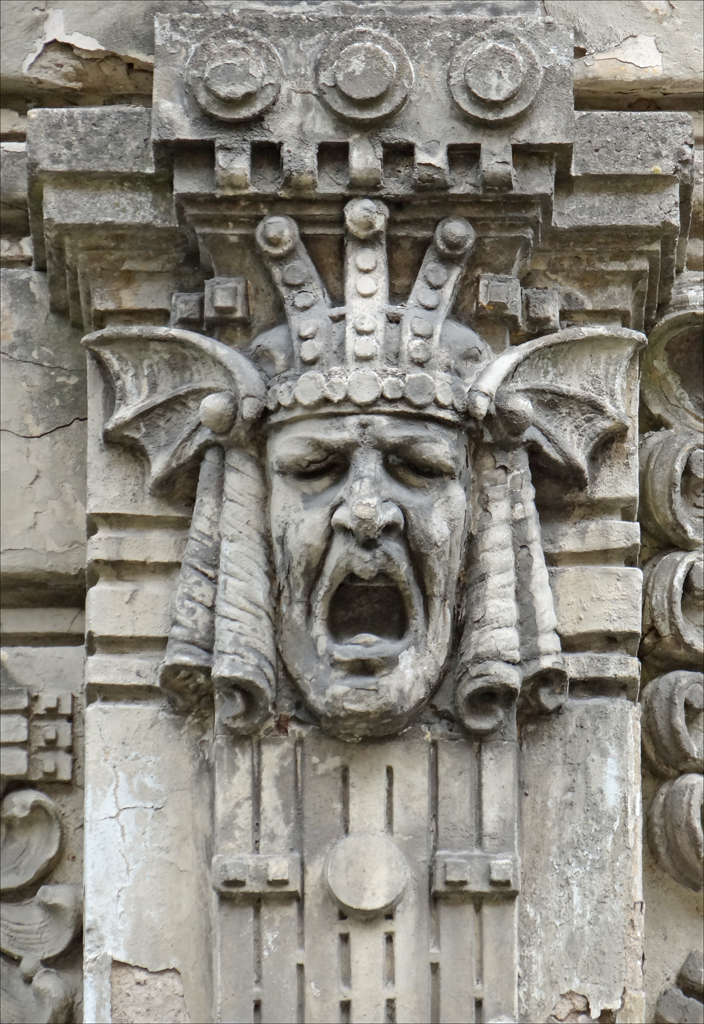
里加的直線新藝術風格怪面雕
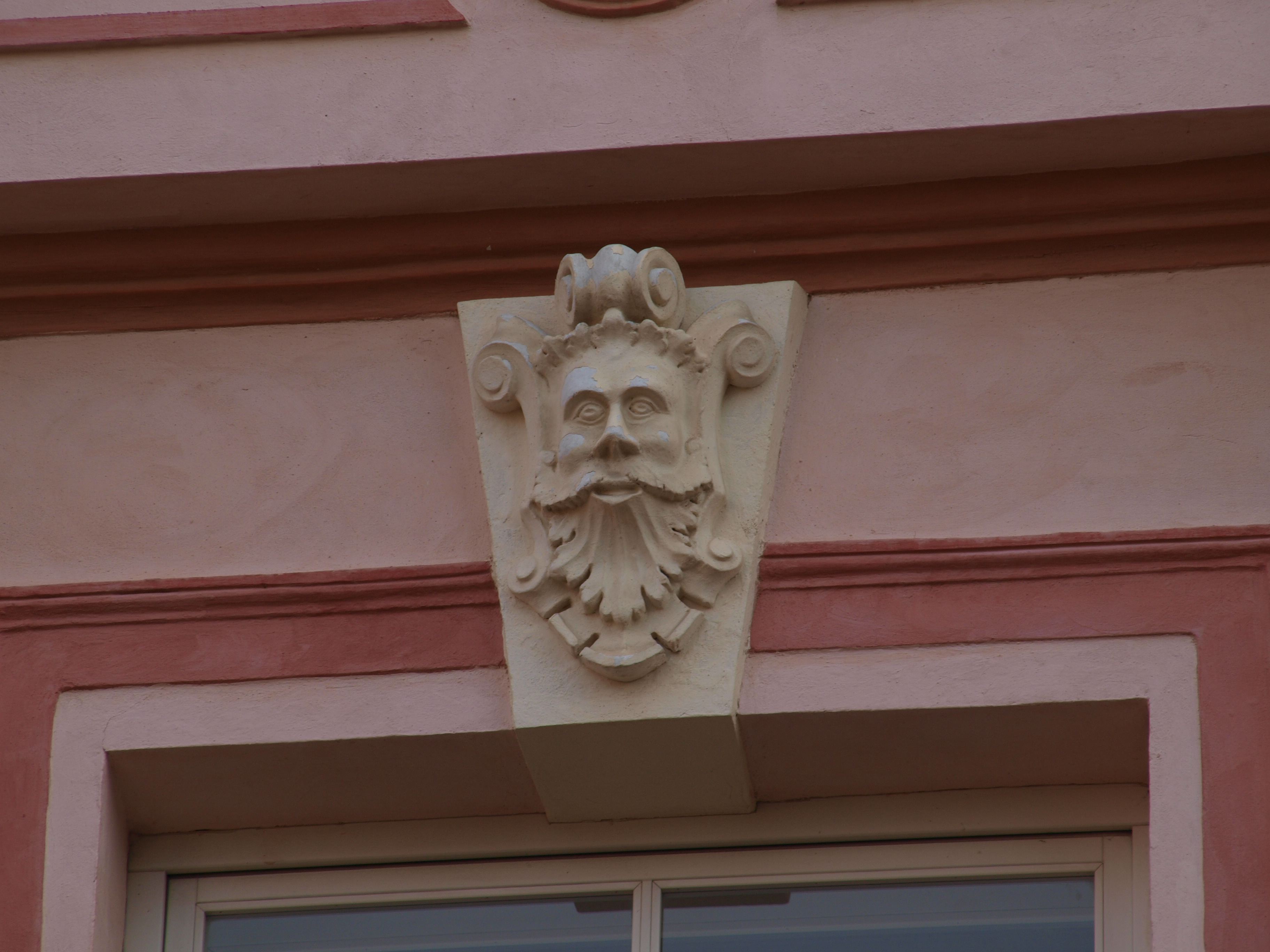
塔爾圖騎士街上的怪面雕
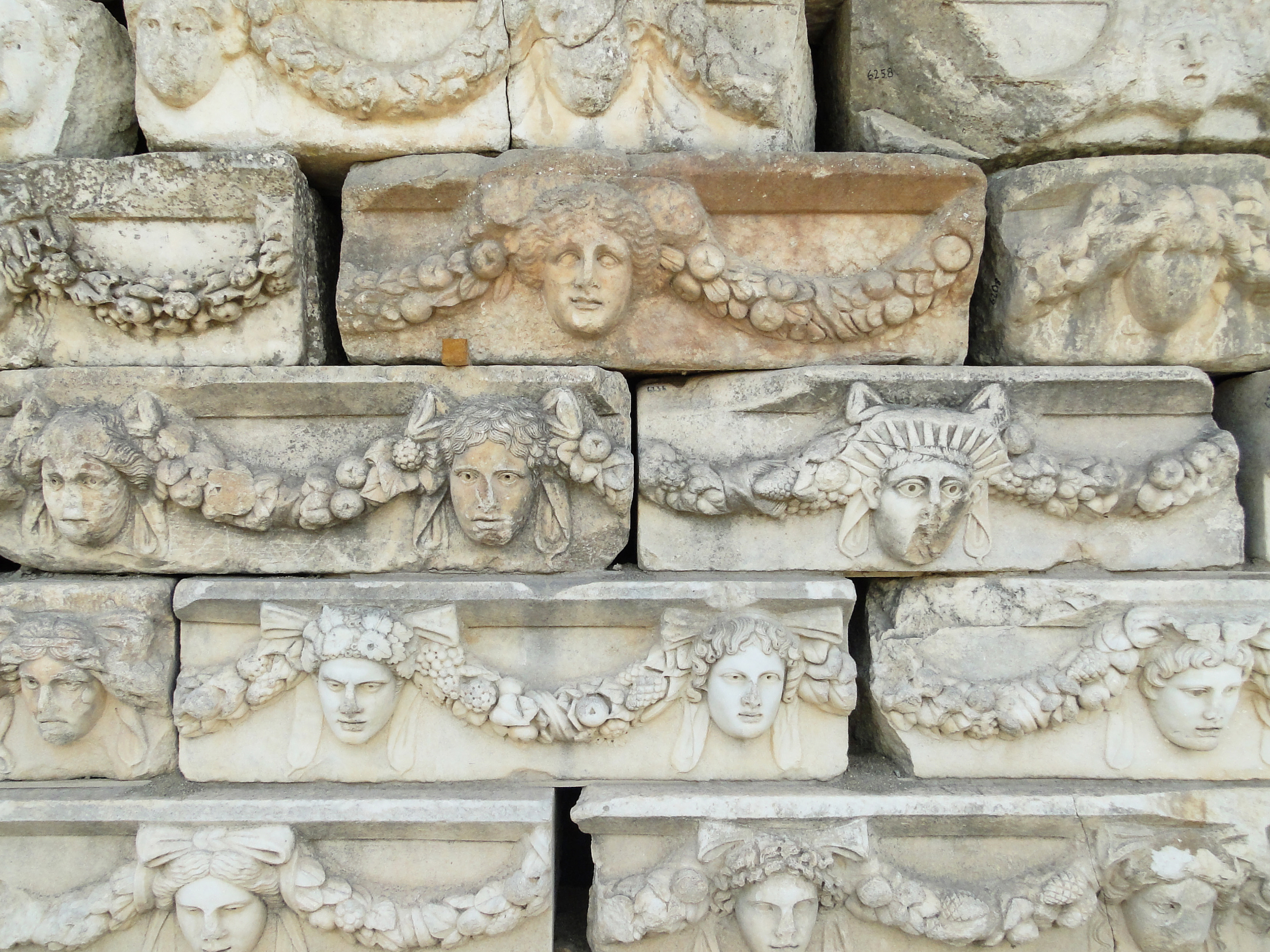
阿佛洛狄西亚提比留門廊的古老簷壁飾帶放大圖
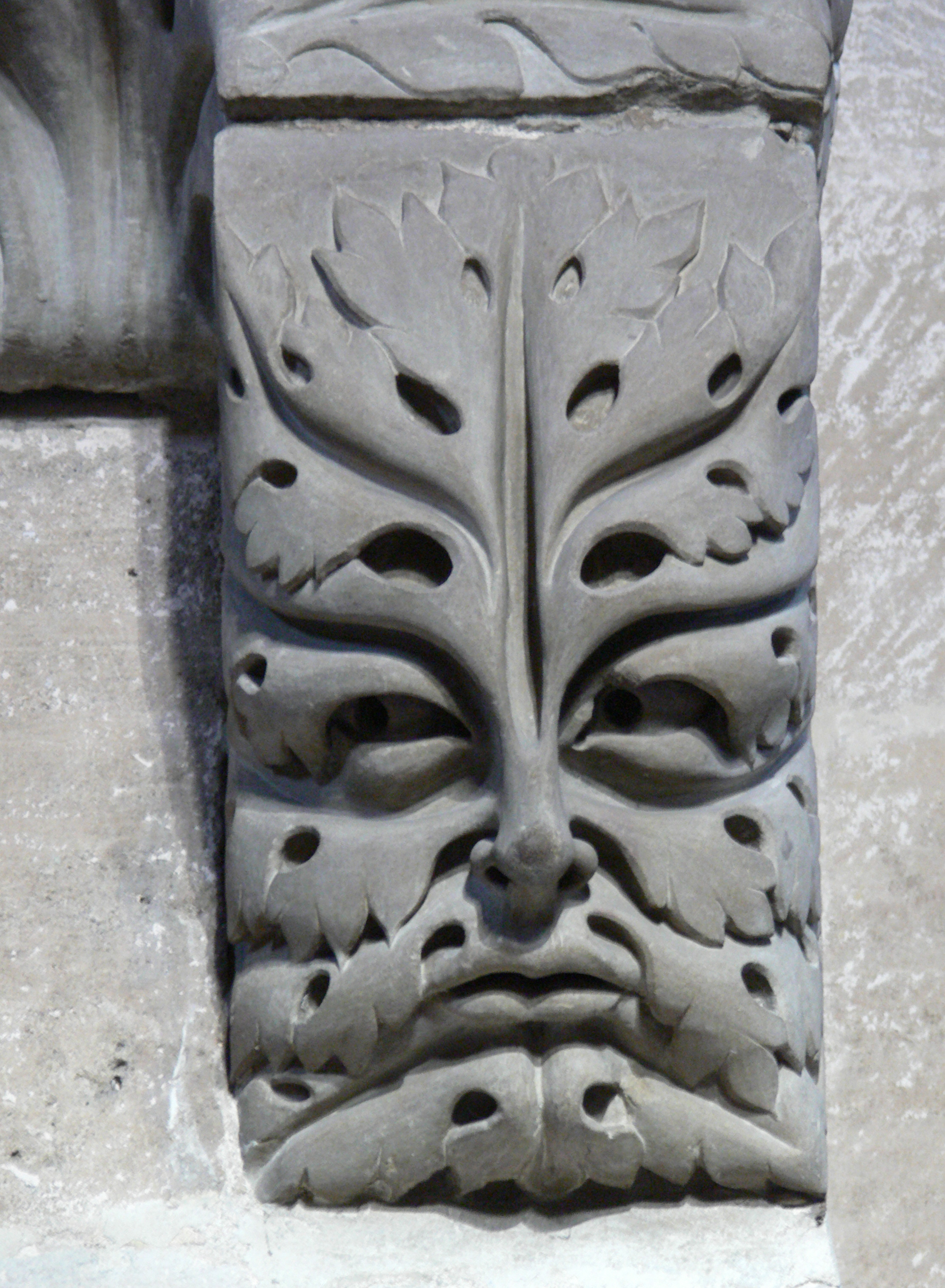
班贝格主教座堂上墀頭的綠葉人面雕
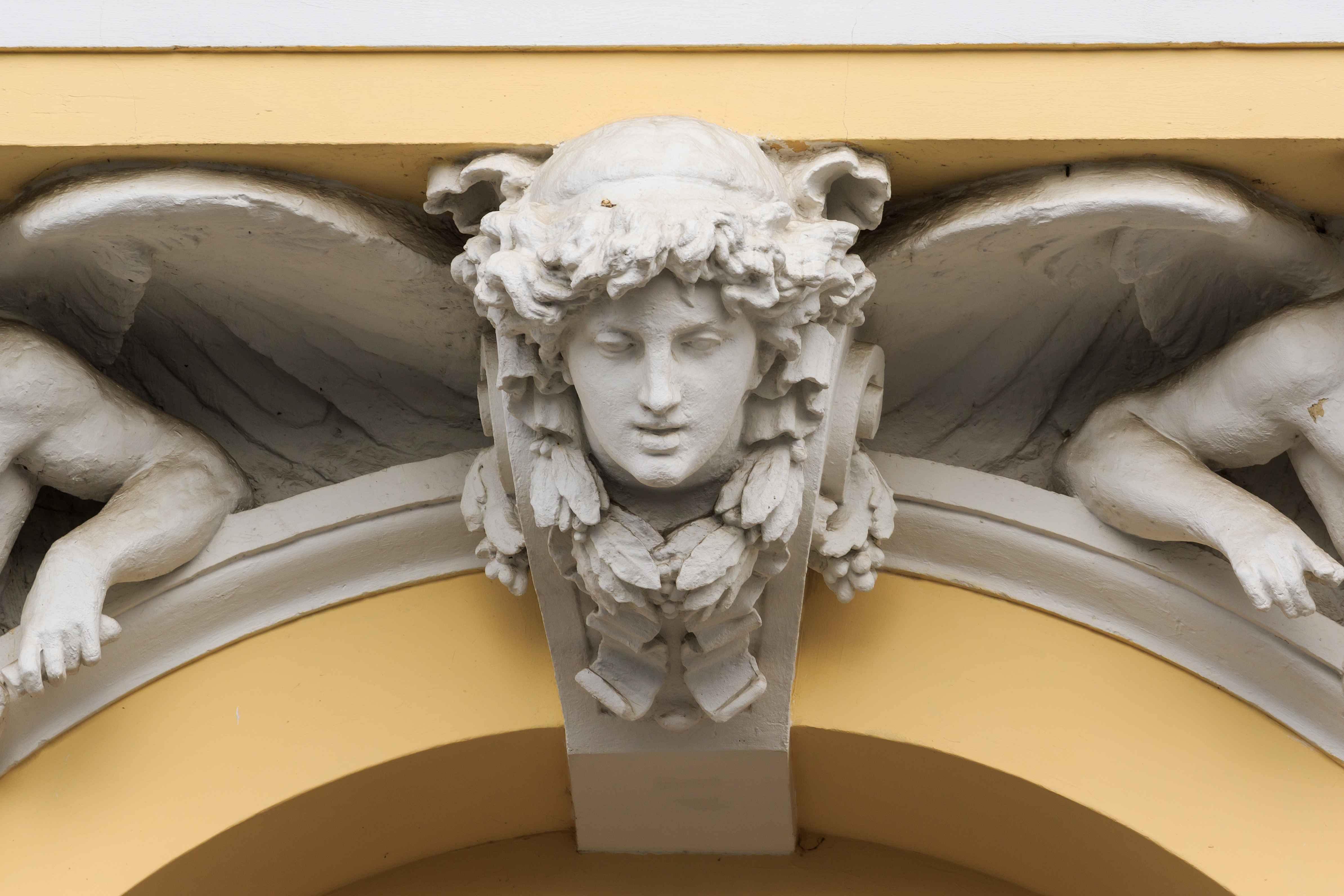
莫斯科俄羅斯中央銀行的怪面雕
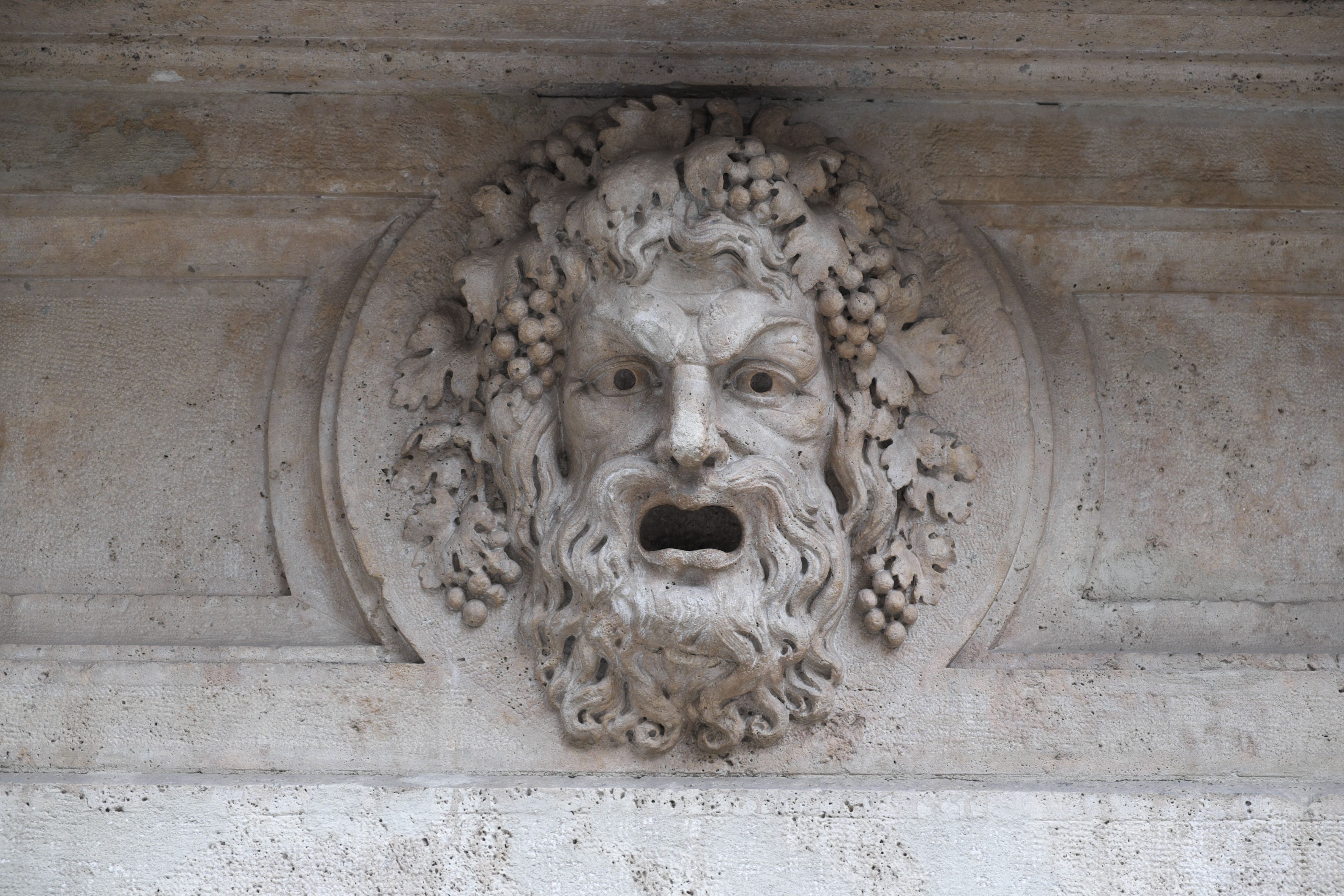
布達佩斯匈牙利國家歌劇院上的怪面雕